# Armelia McQueen
Armelia Audrey McQueen (Southern Pines, 6 januari 1952 - Beverly Hills, 3 oktober 2020) was een Amerikaanse actrice. Zij werd bekend door de musical Ain't Misbehavin'  die in 1978 op Broadway werd opgevoerd. McQueen ontving voor haar rol een Theatre World award.
McQueen werd geboren in Southern Pines, maar verhuisde op jonge leeftijd naar New York. Na het behalen van haar diploma aan de middelbare school in 1969, ging zij studeren aan de Fashion Industry School. Hierna volgde zij een acteeropleiding bij HB Studio. Haar eerste grote rol was in de musical Ain't Misbehavin'  in 1978.
Verder is McQueen bekend van haar rol als Clara Brown, zuster van Oda Mae Brown (gespeeld door Whoopi Goldberg), in de film Ghost (1990).

## Toneel
- Ain't Misbehavin' (1978)
- Harrigan 'N Hart (1985)
- Ain't Misbehavin' (1988)

## Televisieshows
- Adventures in Wonderland (100 aflevering)
- Martin (1992)
- Fresh Prince of Bel-Air (1993)
- Living Single (1996)
- All About the Andersons (2003)
- That's So Raven (2004)
- Related (2005)
- Hart of Dixie (26 afleveringen)
- Brooklyn Nine-Nine (2014)

## Filmografie
- 1976 Sparkle (Stem Ann)
- 1981 Quartet (Nachtclubzanger)
- 1988 Action Jackson (Dee)
- 1989 No Holds Barred (Sade)
- 1990 Ghost (Clara Brown)
- 1998 Bulworth (Ruthie)
- 1999 Life (Mevrouw Clay)

- Bibliothèque nationale de France: cb139385738 (data)
- International Standard Name Identifier: 0000 0001 1440 9462
- Library of Congress Control Number: n78062603
- SNAC: w6f3206b
- Virtual International Authority File: 32187744
- WorldCat: E39PBJdCrB6FyT3jdGWpt6Vt8C